# Грабовец-над-Лаборцом
Грабовец-над-Лаборцом (словац. Hrabovec nad Laborcom) — село и одноимённая община в районе Гуменне Прешовского края Словакии. В письменных источниках начинает упоминаться с 1463 года.

## География
Село расположено в юго-восточной части края, в Низких Бескидах, на правом берегу реки Лаборец, при автодороге 559. Абсолютная высота — 218 метров над уровнем моря. Площадь муниципалитета составляет 13,54 км².

## Население
| Год:                | 1994 | 2004    | 2014    | 2024    |
| ------------------- | ---- | ------- | ------- | ------- |
| Количество человек: | 578  | 591     | 538     | 493     |
| Разница:            |      | +2,24 % | −8,96 % | −8,36 % |

По данным последней официальной переписи 2011 года, численность населения Грабовца-над-Лаборцом составляла 565 человек.